# Bytømreren Gruppen
Bytømreren Gruppen A/S er en dansk bygge- og tømrervirksomhed med kompetencer indenfor entreprise og service. Virksomheden blev etableret af snedker Torben Nielsen i 1974. I 2004 blev virksomheden opkøbt af Simon Jæger. De har hovedkvarter i Aarhus med fire afdelinger i Jylland. I 2024 havde Bytømreren Gruppen A/S ca. 200 ansatte.